# Badrul Amin Bhuiya
Badrul Amin Bhuiya (geboren 1949 in Dhaka) ist ein bangladeschischer Entomologe, Parasitologe und Hochschullehrer, der sich besonders mit der Erforschung der Hautflügler (Hymenoptera) befasst.

## Werdegang
Badrul Amin Bhuiya studierte an der University of Dhaka Zoologie und graduierte 1972 zum Master of Science, der Titel wurde ihm erst 1974 zuerkannt. Nach einer kurzen Zeit der Beschäftigung mit Zweiflüglern, insbesondere Mücken, wandte er sich den parasitären Hautflüglern zu. 1996 erhielt er für seine Revision der Brackwespengattung Iphiaulax ein Postgraduiertendiplom des Imperial College London. 2010 promovierte er an der University of Chittagong zum Ph.D. in Zoologie.
Von 1975 bis 2014 war Bhuiya Hochschullehrer an der zoologischen Fakultät der University of Chittagong, bis 1981 als Dozent, bis 1987 als Assistant Professor, bis 1997 als Associate Professor und zuletzt als ordentlicher Professor. Neben seinem Tätigkeitsschwerpunkt der angewandten Entomologie hielt er Lehrveranstaltungen zur allgemeinen Zoologie, Umweltwissenschaften, Biodiversität, Veterinärentomologie, Parasitologie, Taxonomie und Fischerei ab. 1983 war er für drei Monate und erneut von 1989 bis 1992 Leiter der zoologischen Fakultät.
Von 1993 bis 1996 war Bhuiya Leiter eines gemeinsamen Forschungsprojekts zur Systematik der Hautflügler der University of Chittagong, des Imperial College London und des Natural History Museum in London. Er richtete an seiner Fakultät das Insect Museum als zoologische Forschungs- und Referenzsammlung ein. Im Rahmen seiner Arbeit zur Biodiversitätsforschung gründete er an der zoologischen Fakultät ein Labor für DNA-Barcoding und Molekulargenetik.

## Erstbeschreibungen
- Microterys zakeri (Bhuiya, 1998)[2]
- Paraphaenodiscus monawari Bhuiya, 1998[2]

## Veröffentlichungen (Auswahl)
- Badrul Amin Bhuiya und M. A. Sufian: Biological studies of Tetrastichus schenobii (Hymenoptera: Tetrastrichidae), an egg parasite of yellow rice borer, Sciropophaga incertulus (Walker) (Lepidoptera: Pyralidae). In: Bangladesh Journal of Zoolology 1985, Band 14, Nr. 1, S. 5–82.
- Badrul Amin Bhuiya: Revision of the Indo-Australian species of the parasitic wasp genus Iphiaulax Foerster with descriptions of new species. Diplomarbeit, Imperial College London, 1996.
- Santosh Mazumdar und Badrul Amin Bhuiya: Parasitoids (Hymenoptera) of leafminer flies (Diptera: Agromyzidae) from Bangladesh. In: Journal of Threatened Taxa 2016, Band 8, Nr. 4, S. 8714–8718, doi:10.11609/jott.2741.8.4.8714-8718.